# Cerynea brunnea
Cerynea brunnea là một loài bướm đêm trong họ Erebidae.